# Душан Чампраг
Душан Чампраг (Ада, 14. март 1925 – Нови Сад, 22. март 2021) био је српски инжењер пољопривреде и ентомолог, као и редовни члан САНУ на Одељењу хемијских и биолошких наука. Читав живот посветио је изучавању и борби против инсеката штеточина пољопривредних, посебно ратарских култура.

## Биографија
Душан Чампраг (отац Стеван, мајка Марија, рођена Седмаков) рођен је 15. марта 1925. године у Ади. Основну школу и гимназију похађао је у Новом Саду, где је матурирао 1946. године. Био је учесник народноослободилачке борбе, рањен је у пролеће 1945. године, након чега остаје ратни војни инвалид.
Пољопривредни факултет у Београду уписао је 1946. године. Након прве године, упућен је, од стране Комитета за високе школе и науку ФНРЈ, на студије у Мађарску, на Агрономски универзитет у Будимпешти. Тамо је провео само једну школску годину (1947/1948) и студије наставља у Београду, где је са одличним успехом (са просечном оценом 9.27) дипломирао у априлу 1951. године.
Једногодишњу специјализацију из области заштите биља обавио је 1951. године у Покрајинском институту за пољопривредна истраживања у Новом Саду. Период од 1952. до 1956. године провео је на раду у Заводу за шећерну репу у Црвенки (Војводина), у својству руководиоца Одсека за заштиту биља. Године 1957. на Пољопривредном факултету у Новом Саду изабран је за асистента на предмету Пољопривредна ентомологија и постао је један од сарадника академика Павла Вукасовића.
На Пољопривредном факултету у Новом Саду одбранио је 1961. године докторску дисертацију под насловом „Сурлаши (Curculionidae) као штеточине шећерне репе у Бачкој, са посебним освртом на Bothynoderes punctiventris Germ., Lixus scabricollis Boh. и неке друге” и стекао звање доктора пољопривредних наука. Ментор израде дисертације био је академик Павле Вукасовић. Дисертација је ускоро после одбране објављена као посебна публикација.
У звање доцента изабран је 1962, за ванредног професора 1969, и за редовног 1975. године. На Пољопривредном факултету радио је до краја 1982, када је пензионисан. Након пензионисања учествује у истраживачком раду, као спољни сарадник Института за заштиту биља „Др Павле Вукасовић” Пољопривредног факултета у Новом Саду, у оквиру ентомолошких тема.
Током радног века посетио је, у виду краћих студијских путовања, већину европских земаља и САД. Најдуже је боравио у бившем Совјетском Савезу (три месеца 1964. године), углавном у Лабораторији земљишне зоологије Института за морфологију животиња имена А. Н. Северцова (Москва), којом је руководио академик М. С. Гиљаров.
Област истраживачког рада Душана Чампрага чине пољопривредна ентомологија и заштита биља. Научним радом бавио се преко 55 година (почевши од 1951. године), проучавајући штетне инсекте који су нарочито распростањени у Панонској низији и југоисточној Европи. Објављени радови могу се сврстати у следеће три групе:
1. Agriotes ustulatus Shall., Bothynoderes punctiventris Germ., Diabrotica virgifera Le Conte, Lixus scabricollis Boh., Tanymecus dilaticollis Gyll. (из реда Caleoptera), Agrotis segetum Schiff., Mamestra brassicae L., Scrobipalpa ocellatela Boyd. (из реда Lepidoptera), Aphis fabae Scop., Pemphigus fuscicornis Koch. (из реда Homoptera), Lygus rugulipennis Popp. (из реда Heteroptera).
2. Радови који се односе на проучавање ентомофауне (нарочито штетне фауне) на пољима под главним ратарским културама (првенствено на пшеници, кукурузу, шећерној репи и сунцокрету) и на пашњацима. Проучаван је квалитативни и квантитативни састав ентомофауне, кретање бројности појединих штетних врста и њихов економски значај. Овој групи припада око 60 радова, од којих је највећи број посвећен штетној ентомофауни на пољима под шећерном репом, кукурузом и др.
3. Остали радови, који се односе на проучавање, током рада у Заводу за шећерну репу у Црвенки, болести на шећерној репи (пегавости лишћа, пламењаче, вироза и вилине косице), затим на проучавања неких агротехничких мера приликом гајења наведене културе. Овој групи припада око 20 радова, а највећи број односи се на проучавање штетности и сузбијање паразита Cercospora beticola Sacc.

### Уреднички рад
Био је члан редакције листа „Шећерна репа”, главни уредник часописа „Биљни лекар” (Нови Сад, 1995—1996), после обнављања његовог излажења, затим уредник следећих публикација: „Приручник извештајно-прогнозне службе заштите пољопривредних култура” (Београд, 1983), „Агротехника и заштита шећерне репе” (Врбас, 1990), „Кукурузна златица” (Београд, 1995), „Зборник радова о кукурузној златици” (Београд, 1998). Под његовом редакцијом израђена је студија о организацији и задацима извештајно-прогнозне службе за заштиту биља у Војводини („Биљни лекар”, 1977, бр. 5-6, стр. 129-212), којом је потом руководио током две године. Био је члан редакције часописа „Биљни лекар”, који издаје Пољопривредни факултет у Новом Саду, а представља гласило Друштва за заштиту биља Србије.

## Чланство у стручним удружењима
Био је шеф Катедре за заштиту биља, затим директор Института за заштиту биља „Др Павле Вукасовић” Пољопривредног факултета у Новом Саду (1977—1978), посланик Просветно-културног већа Покрајинске скупштине САП Војводине (1963—1966), члан Савета за пољопривредне и шумарске науке Савезног савета за координацију научних истраживања (1963—1965), члан Управног одбора Матице српске (1979—1983), члан Савета за научни рад ОСЈ (осамдесетих година), председник Савеза друштава за заштиту биља Југославије (1987—1990). Изабран је за почасног члана Мађарског етномолошког друштва (1982) и почасног члана Савеза пољопривредних инжењера и техничара Србије (1986). Почасни је доктор Панонског агрономског универзитета у Кестхељу (Мађарска, 1989).

## Награде и признања
Добитник је више награда и признања:
1. Диплома са медаљом члану сараднику Матице српске (1976);
2. Повеља града Новог Сада (1979);
3. Повеља Савеза друштава за заштиту биља Југославије (1983);
4. Медаља Шећеране Жупања (поводом јубилеја 1912—1997);
5. Повеља Друштва за заштиту биља Србије (2004);
6. Орден рада са златним венцем (1965);
7. Октобарска награда Новог Сада (1974);
8. Награда Ослобођења Војводине (1978).

У Српској академији наука и уметности учествовао је у раду Одељења хемијских и биолошких наука, био је члан Одбора САНУ за проучавање фауне Србије, у Огранку САНУ у Новом Саду био је члан Извршног одбора Огранка и председник комисије за издавачку делатност.
За дописног члана Војвођанске академије наука и уметности изабран је 4. децембра 1979; за редовног члана 3. децембра 1987; за редовног члана Српске академије наука и уметности примљен је 29. маја 1991; 4. маја 2004. године изабран је за иностраног члана Мађарске академије наука.